# Гибсон, Тайриз
Тайри́з Дарне́лл Ги́бсон (англ. Tyrese Darnell Gibson; род. 30 декабря 1978, Лос-Анджелес, Калифорния, США), также известный просто как Тайриз — американский рэпер, автор-исполнитель, виджей, актёр и продюсер. Снимался во многих фильмах, самые известные: «Двойной форсаж», «Полёт Феникса», «Трансформеры», «Трансформеры: Месть падших», «Трансформеры 3: Тёмная сторона Луны», «Смертельная гонка»,«Форсаж 5», «Форсаж 6», «Форсаж 7», «Форсаж 8» «Форсаж 9» и «Форсаж 10».

## Биография
Тайриз Гибсон родился 30 декабря 1978 года в Лос-Анджелесе, штат Калифорния. Мать Тайриза, Присцилла Мюррей Гибсон, воспитывала его и трёх его младших братьев без отца, который покинул семью в 1983 году. Карьера Гибсона началась, когда он выиграл шоу талантов в четырнадцать лет. В 1994 году Тайриз Гибсон появился в рекламе кока-колы. В семнадцать лет благодаря своей внешности он попал в модельный бизнес к Томми Хилфигеру.
Свою актёрскую карьеру Тайриз Гибсон начал в 1996 году. Первую главную роль он исполнил в фильме 2001 года «Малыш». Известность Гибсону принесла его роль Романа Пирса в боевике 2003 года «Двойной форсаж». Тайриз также снялся в фильмах «Полет Феникса», «Поединок», «Кровь за кровь», «Перехват», «Трансформеры», «Трансформеры: Месть падших», «Трансформеры 3: Тёмная сторона Луны», «Смертельная гонка», «Форсаж 5», «Форсаж 6», «Форсаж 7» , «Форсаж 8», «Форсаж 9» и «Легион».
На сцене Тайриз выступал под псевдонимом Блэк-Тай (англ. Black-Ty). Свой первый альбом под названием Tyrese он выпустил в 1998 году. Студийные альбомы Тайриза 2000 Watts, I Wanna Go There и Alter Ego вышли в 2001, 2002 и 2006 году соответственно.
В 2009 году Тайриз Гибсон создал комикс «Mayhem!».

## Личная жизнь
С 2007 по 2009 год Гибсон был женат на Норме Митчелл. У пары есть дочь, родившаяся в 2007 году. 14 февраля 2017 года он женился на Саманте Ли. 1 октября 2018 года у пары родилась дочь — Сорайя Ли.

## Дискография
- 1998: «Tyrese»
- 2001: «2000 Watts»
- 2002: «I Wanna Go There»
- 2006: «Alter Ego»
- 2011: «Open Invitation»
- 2015: «Black Rose»

## Фильмография
| Год  | Фильм                               | Роль                   | Примечания       |
| ---- | ----------------------------------- | ---------------------- | ---------------- |
| 2001 | Малыш                               | Джозеф «Джоди» Саммерс |                  |
| 2003 | Двойной форсаж                      | Роман Пирс             |                  |
| 2004 | Полет Феникса                       | Эй. Джей.              |                  |
| 2005 | Кровь за кровь                      | Энджел Мерсер          |                  |
| 2006 | Перехват                            | O2                     |                  |
| 2006 | Поединок                            | Лейтенант Мэтт Коул    |                  |
| 2007 | Реванш                              | Эдель Болдуин          |                  |
| 2007 | Трансформеры                        | Роберт Эппс            |                  |
| 2008 | Смертельная гонка                   | Джозеф Мейсон          |                  |
| 2009 | Трансформеры: Месть падших          | Роберт Эппс            |                  |
| 2010 | Легион                              | Кайл Уильямс           |                  |
| 2011 | Форсаж 5                            | Роман Пирс             |                  |
| 2011 | Трансформеры 3: Тёмная сторона Луны | Роберт Эппс            |                  |
| 2013 | Форсаж 6                            | Роман Пирс             |                  |
| 2015 | Форсаж 7                            | Роман Пирс             |                  |
| 2015 | Форсаж: Перегруженный               | Роман Пирс             | видео-аттракцион |
| 2017 | Форсаж 8                            | Роман Пирс             |                  |
| 2018 | Я – Пол Уокер                       | играет самого себя     | документальный   |
| 2019 | Чёрный и синий                      | Мило «Мышь» Джексон    |                  |
| 2020 | Рождественские хроники 2            | Боб Букер              |                  |
| 2021 | Форсаж 9                            | Роман Пирс             |                  |
| 2022 | Морбиус                             | Саймон Страуд          |                  |
| 2022 | Система                             | Терри Сэвидж           |                  |
| 2023 | Форсаж 10                           | Роман Пирс             |                  |